# 5670 Rosstaylor
5670 Rosstaylor (1985 VF2) là một tiểu hành tinh vành đai chính được phát hiện ngày 7 tháng 11 năm 1985 bởi C. S. Shoemaker ở Palomar và đặt tên theo nhà khoa học New Zealand Stuart Ross Taylor.